# Campionato europeo maschile di calcio 2024
Il campionato europeo di calcio 2024 o UEFA EURO 2024, noto anche come Germania 2024, è stata la 17ª edizione del campionato europeo di calcio, che si è disputato in Germania dal 14 giugno al 14 luglio 2024.
Dopo l'edizione itinerante del 2020, il campionato d'Europa è tornato a essere organizzato da un solo Paese, la Germania, che è stata la nazione ospitante il torneo per la terza volta dopo le edizioni del 1988 (come Germania Ovest) e 2020 (in cui quattro partite furono disputate a Monaco di Baviera). S'è trattato quindi del primo europeo disputato interamente sul suolo tedesco unificato.
La nazionale campione in carica era l'Italia. Il torneo è stato vinto dalla Spagna, che nella finale ha sconfitto 2-1 l'Inghilterra. Con questo successo, la selezione spagnola conquista il quarto titolo europeo, diventando così la nazionale con il maggior numero di trionfi nella manifestazione.

## Formula

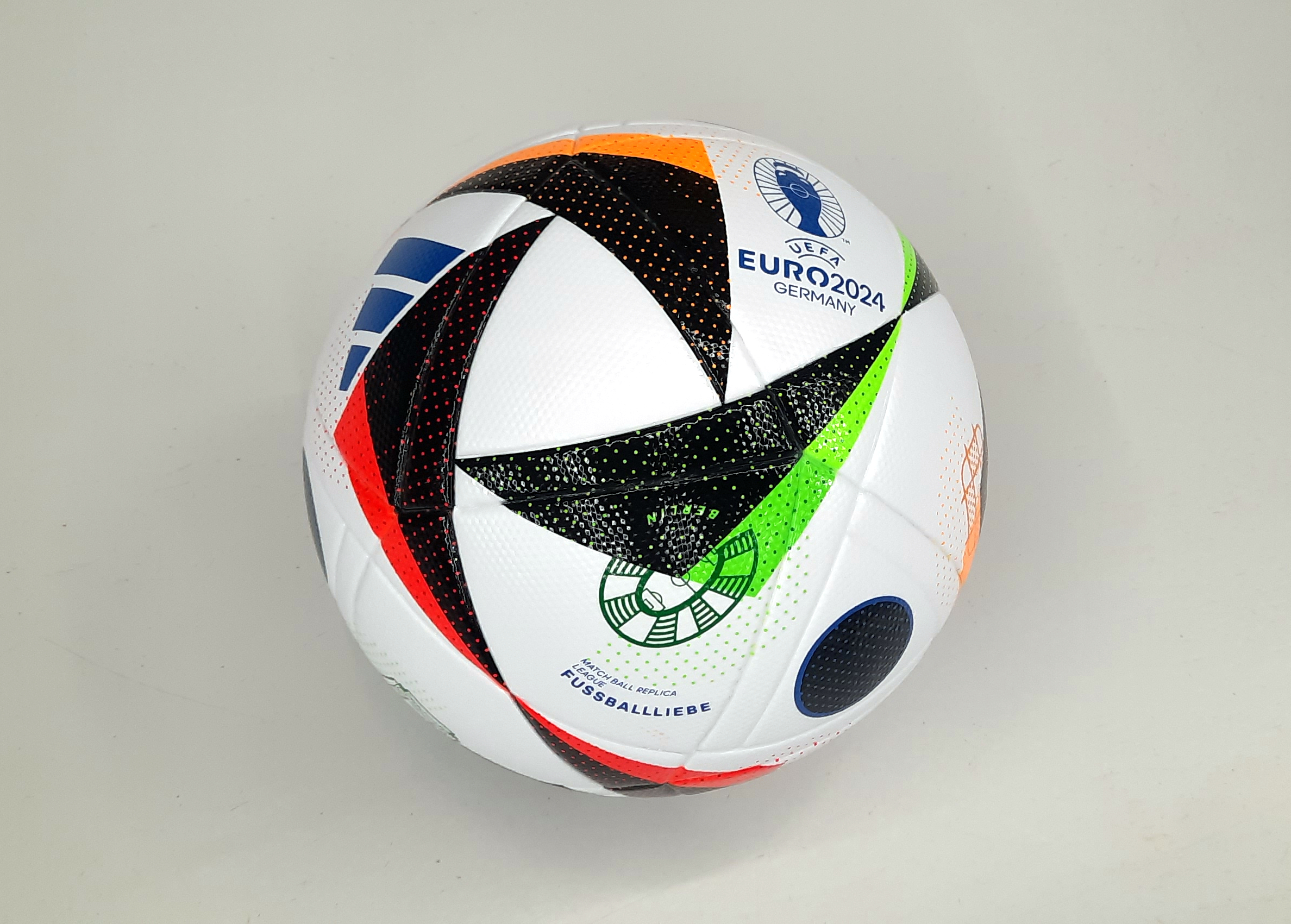
Il Fussballliebe di adidas, pallone ufficiale dell'edizione.

La formula della competizione è la stessa usata dal campionato europeo di calcio 2016: delle 54 nazionali iscritte alle qualificazioni, 23 si sono qualificate al torneo tramite i gironi e gli spareggi legati alla UEFA Nations League 2022-2023 (la Germania è qualificata di diritto).
Il 20 settembre 2022 la UEFA ha confermato l'esclusione della Russia (già fuori dalla UEFA Nations League 2022-2023) dalle qualificazioni a causa dell'invasione russa dell'Ucraina del 2022. Alle qualificazioni hanno partecipato quindi 53 squadre divise in sette gruppi composti da cinque squadre e tre gruppi da sei squadre, dove le prime e le seconde hanno ottenuto la qualificazione. Nel marzo 2024 si sono svolti gli spareggi legati alla UEFA Nations League 2022-2023, che hanno assegnato gli ultimi tre posti del torneo dove inizialmente vi saranno sei gruppi di quattro squadre ciascuno e successivamente una fase a eliminazione diretta composta da ottavi di finale, quarti di finale, semifinali e finale.

## Scelta della sede
L'8 marzo 2017 l'UEFA annunciò che due nazioni, Germania e Turchia, si erano candidate a ospitare il torneo entro la scadenza del 3 marzo. L'assegnazione è avvenuta il 27 settembre 2018 a Nyon, in Svizzera.
Nella tabella il dettaglio della votazione:
| Nazione candidata |      |
| Nazione candidata | Voti |
| ----------------- | ---- |
| Germania          | 12   |
| Turchia           | 4    |
| Astensioni        | 1    |
| Voti totali       | 17   |

Il Comitato esecutivo UEFA ha votato a scrutinio segreto, e vi era richiesta una maggioranza semplice. In caso di parità, il presidente dell'UEFA Aleksander Čeferin avrebbe espresso il voto decisivo. Dei venti membri, tre non potevano votare perché due provenienti dalle nazioni candidate e uno era assente, il che ha portato il totale dei votanti a 17.

## Stadi
Nove delle sedi scelte erano state usate anche per il mondiale 2006: Berlino, Dortmund, Monaco di Baviera, Colonia, Stoccarda, Amburgo, Lipsia, Francoforte sul Meno e Gelsenkirchen. Düsseldorf è la decima sede; la città non era stata selezionata nel 2006, ma era stata tra le sedi del campionato mondiale di calcio 1974 e del campionato europeo di calcio 1988. Gli stadi di Mönchengladbach (Borussia-Park), Hannover (Niedersachsenstadion), Norimberga (Max-Morlock-Stadion) e Kaiserslautern (Fritz-Walter-Stadion), pur soddisfacendo il requisito minimo di 40000 posti richiesto dall'UEFA, non sono stati selezionati. Monaco di Baviera sarà la prima città che ospiterà le partite di due campionati europei consecutivi, visto che nell'edizione precedente ha ospitato quattro partite.
| Berlino          | Monaco di Baviera | Dortmund | Stoccarda            |
| ---------------- | --- | --- | -------------------- |
| Stadio Olimpico  | Allianz Arena | Westfalenstadion | MHPArena             |
| Capacità: 74 461 | Capacità: 70 076 | Capacità: 65 849 | Capacità: 54 906     |
|                  | | |                      |
| Gelsenkirchen    | Berlino Dortmund Monaco di Baviera Stoccarda Gelsenkirchen Amburgo Francoforte sul Meno Colonia Lipsia Düsseldorf Stadi di UEFA Euro 2024 | Berlino Dortmund Monaco di Baviera Stoccarda Gelsenkirchen Amburgo Francoforte sul Meno Colonia Lipsia Düsseldorf Stadi di UEFA Euro 2024 | Francoforte sul Meno |
| Veltins-Arena    | Berlino Dortmund Monaco di Baviera Stoccarda Gelsenkirchen Amburgo Francoforte sul Meno Colonia Lipsia Düsseldorf Stadi di UEFA Euro 2024 | Berlino Dortmund Monaco di Baviera Stoccarda Gelsenkirchen Amburgo Francoforte sul Meno Colonia Lipsia Düsseldorf Stadi di UEFA Euro 2024 | Waldstadion          |
| Capacità: 54 740 | Berlino Dortmund Monaco di Baviera Stoccarda Gelsenkirchen Amburgo Francoforte sul Meno Colonia Lipsia Düsseldorf Stadi di UEFA Euro 2024 | Berlino Dortmund Monaco di Baviera Stoccarda Gelsenkirchen Amburgo Francoforte sul Meno Colonia Lipsia Düsseldorf Stadi di UEFA Euro 2024 | Capacità: 54 697     |
|                  | Berlino Dortmund Monaco di Baviera Stoccarda Gelsenkirchen Amburgo Francoforte sul Meno Colonia Lipsia Düsseldorf Stadi di UEFA Euro 2024 | Berlino Dortmund Monaco di Baviera Stoccarda Gelsenkirchen Amburgo Francoforte sul Meno Colonia Lipsia Düsseldorf Stadi di UEFA Euro 2024 |                      |
| Amburgo          | Düsseldorf | Colonia | Lipsia               |
| Volksparkstadion | Merkur Spiel-Arena | RheinEnergieStadion | Red Bull Arena       |
| Capacità: 52 245 | Capacità: 51 031 | Capacità: 49 827 | Capacità: 42 959     |
|                  | | |                      |

## Arbitri
Il 23 aprile 2024 la UEFA ha convocato 18 arbitri, 34 assistenti arbitrali, 20 arbitri VAR e 12 arbitri di riserva. Questa edizione vedrà anche la partecipazione di una squadra di arbitri argentini nell'ambito di un programma di scambio rientrante nell'accordo di cooperazione tra la UEFA e la CONMEBOL.
| Federazione          | Arbitri                          | Assistenti arbitrali                                                | Arbitri VAR                                         | Arbitri di riserva                |
| -------------------- | -------------------------------- | ------------------------------------------------------------------- | --------------------------------------------------- | --------------------------------- |
| Argentina            | Facundo Tello                    | Gabriel Chade Ezequiel Brailovsky                                   |                                                     |                                   |
| Francia              | François Letexier Clément Turpin | Cyril Mugnier / Mehdi Rahmouni Nicolas Danos / Benjamin Pages       | Jérôme Brisard Willy Delajod                        |                                   |
| Germania             | Daniel Siebert Felix Zwayer      | Jan Seidel / Rafael Foltyn Stefan Lupp / Marco Achmüller            | Bastian Dankert Christian Dingert Marco Fritz       |                                   |
| Italia               | Marco Guida Daniele Orsato       | Filippo Meli / Giorgio Peretti Ciro Carbone / Alessandro Giallatini | Massimiliano Irrati Paolo Valeri                    |                                   |
| Inghilterra          | Michael Oliver Anthony Taylor    | Stuart Burt / Dan Cook Gary Beswick / Adam Nunn                     | Stuart Attwell David Coote                          |                                   |
| Paesi Bassi          | Danny Makkelie                   | Hessel Steegstra Jan de Vries                                       | Rob Dieperink Pol van Boekel                        | Serdar Gözübüyük Johan Balder     |
| Polonia              | Szymon Marciniak                 | Tomasz Listkiewicz Adam Kupsik                                      | Bartosz Frankowski Tomasz Kwiatkowski               |                                   |
| Portogallo           | Artur Soares Dias                | Paulo Soares Pedro Ribeiro                                          | Tiago Martins                                       |                                   |
| Romania              | István Kovács                    | Vasile Florin Marinescu Mihai Ovidiu Artene                         | Catalin Popa                                        |                                   |
| Slovacchia           | Ivan Kružliak                    | Branislav Hancko Jan Pozor                                          |                                                     |                                   |
| Slovenia             | Slavko Vinčić                    | Tomaž Klančnik Andraž Kovačič                                       | Nejc Kajtazović                                     | Rade Obrenović Jure Praprotnik    |
| Spagna               | Jesús Gil Manzano                | Diego Barbero Sevilla Ángel Nevado Rodríguez                        | Alejandro Hernández Hernández Juan Martínez Munuera |                                   |
| Svezia               | Glenn Nyberg                     | Mahbod Beigi Andreas Söderkvist                                     |                                                     |                                   |
| Svizzera             | Sandro Schärer                   | Stéphane de Almeida Bekim Zogaj                                     | Fedayi San                                          |                                   |
| Turchia              | Halil Umut Meler                 | Mustafa Emre Eyisoy Kerem Ersoy                                     | Alper Ulusoy                                        |                                   |
| Bosnia ed Erzegovina |                                  |                                                                     |                                                     | Irfan Peljto Senad Ibrišimbegović |
| Lituania             |                                  |                                                                     |                                                     | Donatas Rumšas Aleksandr Radiuš   |
| Norvegia             |                                  |                                                                     |                                                     | Espen Eskås Jan Erik Engan        |
| Ucraina              |                                  |                                                                     |                                                     | Mykola Balakin Oleksandr Berkut   |

## Regolamento

### Fase a gironi
Si qualificano agli ottavi di finale le prime due squadre classificate di ogni gruppo e le migliori quattro tra le terze classificate.
Se due o più squadre dello stesso girone sono a pari punti al termine della fase a gironi, per determinare la classifica si applicano i seguenti criteri nell'ordine indicato:
- maggior numero di punti nelle partite disputate fra le squadre in questione (scontri diretti);
- miglior differenza reti nelle partite disputate fra le squadre in questione;
- maggior numero di gol segnati nelle partite disputate fra le squadre in questione.

Se alcune squadre sono ancora a pari merito dopo aver applicato questi criteri, essi vengono riapplicati esclusivamente alle partite fra le squadre in questione per determinare la classifica finale. Se la suddetta procedura non porta a un esito, si applicano i seguenti criteri:
- miglior differenza reti in tutte le partite del girone;
- maggior numero di gol segnati in tutte le partite del girone;
- maggior numero di vittorie in tutte le partite del girone;
- migliore condotta fair play del girone, calcolata con le seguenti penalizzazioni:
- # ogni ammonizione: un punto;
- # ogni espulsione per doppia ammonizione o espulsione diretta: tre punti;
- migliore posizione nella classifica generale delle qualificazioni europee (o sorteggio, nel caso in cui sia coinvolta la Germania, nazione ospitante).

Se due squadre che hanno lo stesso numero di punti e lo stesso numero di gol segnati e subiti si sfidano nell'ultima partita del girone e sono ancora a pari punti al termine della giornata, la classifica finale viene determinata tramite i tiri di rigore, purché nessun'altra squadra del girone abbia gli stessi punti al termine della fase a gironi.
Le migliori quattro tra le terze classificate di ogni gruppo vengono determinate secondo i seguenti criteri:
- maggior numero di punti ottenuti nella fase a gironi;
- miglior differenza reti nella fase a gironi;
- maggior numero di reti segnate nella fase a gironi;
- maggior numero di vittorie nella fase a gironi;
- migliore condotta fair play del girone, calcolata con le seguenti penalizzazioni:
  - ogni ammonizione: un punto;
  - ogni espulsione per doppia ammonizione o espulsione diretta: tre punti;
- migliore posizione nella classifica generale delle qualificazioni europee (o sorteggio, nel caso in cui fosse coinvolta la Germania, nazione ospitante)

I gruppi da cui esse provengono determinano gli avversari di queste ultime negli ottavi di finale, secondo la tabella di cui all'articolo 21.05 del regolamento UEFA della manifestazione, di seguito riportata:
| Gruppi di provenienza delle migliori terze classificate | Gruppi di provenienza delle migliori terze classificate | Gruppi di provenienza delle migliori terze classificate | Gruppi di provenienza delle migliori terze classificate | Gruppi di provenienza delle migliori terze classificate | Gruppi di provenienza delle migliori terze classificate |    | 1B vs | 1C vs | 1E vs | 1F vs |
| ------------------------------------------------------- | ------------------------------------------------------- | ------------------------------------------------------- | ------------------------------------------------------- | ------------------------------------------------------- | ------------------------------------------------------- | -- | ----- | ----- | ----- | ----- |
| A                                                       | B                                                       | C                                                       | D                                                       |                                                         |                                                         | 3A | 3D    | 3B    | 3C    |       |
| A                                                       | B                                                       | C                                                       |                                                         | E                                                       |                                                         | 3A | 3E    | 3B    | 3C    |       |
| A                                                       | B                                                       | C                                                       |                                                         |                                                         | F                                                       | 3A | 3F    | 3B    | 3C    |       |
| A                                                       | B                                                       |                                                         | D                                                       | E                                                       |                                                         | 3D | 3E    | 3A    | 3B    |       |
| A                                                       | B                                                       |                                                         | D                                                       |                                                         | F                                                       | 3D | 3F    | 3A    | 3B    |       |
| A                                                       | B                                                       |                                                         |                                                         | E                                                       | F                                                       | 3E | 3F    | 3B    | 3A    |       |
| A                                                       |                                                         | C                                                       | D                                                       | E                                                       |                                                         | 3E | 3D    | 3C    | 3A    |       |
| A                                                       |                                                         | C                                                       | D                                                       |                                                         | F                                                       | 3F | 3D    | 3C    | 3A    |       |
| A                                                       |                                                         | C                                                       |                                                         | E                                                       | F                                                       | 3E | 3F    | 3C    | 3A    |       |
| A                                                       |                                                         |                                                         | D                                                       | E                                                       | F                                                       | 3E | 3F    | 3D    | 3A    |       |
|                                                         | B                                                       | C                                                       | D                                                       | E                                                       |                                                         | 3E | 3D    | 3B    | 3C    |       |
|                                                         | B                                                       | C                                                       | D                                                       |                                                         | F                                                       | 3F | 3D    | 3C    | 3B    |       |
|                                                         | B                                                       | C                                                       |                                                         | E                                                       | F                                                       | 3F | 3E    | 3C    | 3B    |       |
|                                                         | B                                                       |                                                         | D                                                       | E                                                       | F                                                       | 3F | 3E    | 3D    | 3B    |       |
|                                                         |                                                         | C                                                       | D                                                       | E                                                       | F                                                       | 3F | 3E    | 3D    | 3C    |       |

Nota bene: In verde viene evidenziata la situazione verificatasi tra le varie combinazioni.

### Fase a eliminazione diretta
Accederà al turno successivo la squadra che, al termine dei 90 minuti regolamentari, avrà segnato più reti. In caso di parità verranno disputati due tempi supplementari da 15 minuti ciascuno e, in caso di ulteriore parità al termine di essi, la squadra vincitrice verrà determinata tramite i tiri di rigore.

## Qualificazioni
Dopo l'edizione itinerante del 2020, si ritorna a un torneo organizzato da una sola nazione, la Germania, la quale ottiene la qualificazione d'ufficio alla fase finale. Come di conseguenza, i posti disponibili tramite le qualificazioni sono solo 23, contesi da 53 nazionali (la Russia è stata esclusa a causa dell'invasione russa dell'Ucraina). Il formato è simile a quello della passata edizione e prevede la disputa del classico torneo di qualificazione, in cui le 53 squadre sono divise in 10 gruppi, sette da cinque squadre e tre da sei, dal quale si qualificano 20 squadre, ovvero le prime due di ogni girone. Il sorteggio per determinare la composizione dei gironi di qualificazione si è tenuto il 9 ottobre 2022 a Francoforte sul Meno. I restanti tre posti sono stati assegnati tramite gli spareggi disputati a marzo 2024, ai quali hanno avuto accesso 12 squadre determinate in base alla classifica complessiva e ai risultati delle leghe della UEFA Nations League 2022-2023.

## Squadre partecipanti
| Pr. | Squadra     | Data di qualificazione certa | Partecipante in quanto                                    | Partecipazioni precedenti al torneo                                               |
| --- | ----------- | ---------------------------- | --------------------------------------------------------- | --------------------------------------------------------------------------------- |
| 1   | Germania    | 27 settembre 2018            | Nazione organizzatrice della fase finale                  | 13 (1972, 1976, 1980, 1984, 1988, 1992, 1996, 2000, 2004, 2008, 2012, 2016, 2020) |
| 2   | Belgio      | 13 ottobre 2023              | 1ª classificata nel gruppo F di qualificazione            | 6 (1972, 1980, 1984, 2000, 2016, 2020)                                            |
| 3   | Francia     | 13 ottobre 2023              | 1ª classificata nel gruppo B di qualificazione            | 10 (1960, 1984, 1992, 1996, 2000, 2004, 2008, 2012, 2016, 2020)                   |
| 4   | Portogallo  | 13 ottobre 2023              | 1ª classificata nel gruppo J di qualificazione            | 8 (1984, 1996, 2000, 2004, 2008, 2012, 2016, 2020)                                |
| 5   | Scozia      | 15 ottobre 2023              | 2ª classificata nel gruppo A di qualificazione            | 3 (1992, 1996, 2020)                                                              |
| 6   | Spagna      | 15 ottobre 2023              | 1ª classificata nel gruppo A di qualificazione            | 11 (1964, 1980, 1984, 1988, 1996, 2000, 2004, 2008, 2012, 2016, 2020)             |
| 7   | Turchia     | 15 ottobre 2023              | 1ª classificata nel gruppo D di qualificazione            | 5 (1996, 2000, 2008, 2016, 2020)                                                  |
| 8   | Austria     | 16 ottobre 2023              | 2ª classificata nel gruppo F di qualificazione            | 3 (2008, 2016, 2020)                                                              |
| 9   | Inghilterra | 17 ottobre 2023              | 1ª classificata nel gruppo C di qualificazione            | 10 (1968, 1980, 1988, 1992, 1996, 2000, 2004, 2012, 2016, 2020)                   |
| 10  | Ungheria    | 16 novembre 2023             | 1ª classificata nel gruppo G di qualificazione            | 4 (1964, 1972, 2016, 2020)                                                        |
| 11  | Slovacchia  | 16 novembre 2023             | 2ª classificata nel gruppo J di qualificazione            | 5 (1960, 1976, 1980, 2016, 2020)                                                  |
| 12  | Albania     | 17 novembre 2023             | 1ª classificata nel gruppo E di qualificazione            | 1 (2016)                                                                          |
| 13  | Danimarca   | 17 novembre 2023             | 1ª classificata nel gruppo H di qualificazione            | 9 (1964, 1984, 1988, 1992, 1996, 2000, 2004, 2012, 2020)                          |
| 14  | Paesi Bassi | 18 novembre 2023             | 2ª classificata nel gruppo B di qualificazione            | 10 (1976, 1980, 1988, 1992, 1996, 2000, 2004, 2008, 2012, 2020)                   |
| 15  | Romania     | 18 novembre 2023             | 1ª classificata nel gruppo I di qualificazione            | 5 (1984, 1996, 2000, 2008, 2016)                                                  |
| 16  | Svizzera    | 18 novembre 2023             | 2ª classificata nel gruppo I di qualificazione            | 5 (1996, 2004, 2008, 2016, 2020)                                                  |
| 17  | Serbia      | 19 novembre 2023             | 2ª classificata nel gruppo G di qualificazione            | 5 (1960, 1968, 1976, 1984, 2000)                                                  |
| 18  | Rep. Ceca   | 20 novembre 2023             | 2ª classificata nel gruppo E di qualificazione            | 10 (1960, 1976, 1980, 1996, 2000, 2004, 2008, 2012, 2016, 2020)                   |
| 19  | Italia      | 20 novembre 2023             | 2ª classificata nel gruppo C di qualificazione            | 10 (1968, 1980, 1988, 1996, 2000, 2004, 2008, 2012, 2016, 2020)                   |
| 20  | Slovenia    | 20 novembre 2023             | 2ª classificata nel gruppo H di qualificazione            | 1 (2000)                                                                          |
| 21  | Croazia     | 21 novembre 2023             | 2ª classificata nel gruppo D di qualificazione            | 6 (1996, 2004, 2008, 2012, 2016, 2020)                                            |
| 22  | Georgia     | 26 marzo 2024                | Vincitrice dello spareggio di qualificazione della Lega C | Esordiente                                                                        |
| 23  | Ucraina     | 26 marzo 2024                | Vincitrice dello spareggio di qualificazione della Lega B | 3 (2012, 2016, 2020)                                                              |
| 24  | Polonia     | 26 marzo 2024                | Vincitrice dello spareggio di qualificazione della Lega A | 4 (2008, 2012, 2016, 2020)                                                        |

Nota bene: nella sezione "partecipazioni precedenti al torneo" le date in grassetto indicano la squadra che ha vinto quell'edizione del torneo, mentre le date in corsivo indicano la nazione che ha ospitato quell'edizione.

## Convocazioni
Il 3 maggio 2024 il Comitato esecutivo dell'UEFA ha confermato anche per questa edizione l'allargamento delle rose a 26 giocatori dopo che, nell'edizione precedente, era stato approvato un ampliamento con l'obiettivo di limitare l'impatto delle eventuali positività al SARS-CoV-2. Ciononostante, la UEFA non obbliga le nazionali ad avere rose da 26 elementi ma impone un minimo di 23 giocatori.

## Programma
La UEFA ha annunciato il programma del torneo il 10 maggio 2022, con gli orari della gara d'apertura, delle semifinali e della finale. Gli orari di inizio delle altre partite sono stati comunicati il 2 dicembre 2023, dopo il sorteggio finale.
| Giornata   | Date              | Partite      |
| ---------- | ----------------- | ------------ |
| Giornata 1 | 14–18 giugno 2024 | 1 v 2, 3 v 4 |
| Giornata 2 | 19–22 giugno 2024 | 1 v 3, 2 v 4 |
| Giornata 3 | 23–26 giugno 2024 | 4 v 1, 2 v 3 |

## Sorteggio dei gruppi
Il sorteggio della fase a gironi si è svolto il 2 dicembre 2023 alla Elbphilharmonie di Amburgo.
Le squadre sono state designate teste di serie in base alla classifica generale delle qualificazioni europee. La Germania padrona di casa è stata automaticamente inserita nell'urna 1 e in posizione A1. Le tre vincitrici degli spareggi non erano note al momento del sorteggio e sono state inserite nell'urna 4.
Urne:
- 1ª fascia: Germania, Portogallo, Francia, Spagna, Belgio, Inghilterra;
- 2ª fascia: Ungheria, Turchia, Romania, Danimarca, Albania, Austria;
- 3ª fascia: Paesi Bassi, Scozia, Croazia, Slovenia, Slovacchia, Rep. Ceca;
- 4ª fascia: Italia, Serbia, Svizzera, Vinc. Play-off Lega A, Vinc. Play-off Lega B, Vinc. Play-off Lega C.

Il sorteggio ha avuto il seguente esito:
| Pos | Squadra  |
| --- | -------- |
| A1  | Germania |
| A2  | Scozia   |
| A3  | Ungheria |
| A4  | Svizzera |

| Pos | Squadra |
| --- | ------- |
| B1  | Spagna  |
| B2  | Croazia |
| B3  | Italia  |
| B4  | Albania |

| Pos | Squadra     |
| --- | ----------- |
| C1  | Slovenia    |
| C2  | Danimarca   |
| C3  | Serbia      |
| C4  | Inghilterra |

| Pos | Squadra     |
| --- | ----------- |
| D1  | Polonia     |
| D2  | Paesi Bassi |
| D3  | Austria     |
| D4  | Francia     |

| Pos | Squadra    |
| --- | ---------- |
| E1  | Belgio     |
| E2  | Slovacchia |
| E3  | Romania    |
| E4  | Ucraina    |

| Pos | Squadra    |
| --- | ---------- |
| F1  | Turchia    |
| F2  | Georgia    |
| F3  | Portogallo |
| F4  | Rep. Ceca  |

- In corsivo alla fase finale a sorteggio già avvenuto, tramite gli spareggi.

## Riassunto del torneo

### Fase a gironi

#### Gruppo A
Il gruppo A comprende la Germania padrona di casa, la Scozia, la Svizzera e l'Ungheria.
Nella partita inaugurale del torneo, svoltasi il 14 giugno all'Allianz Arena di Monaco di Baviera, la Germania batte per 5-1 la Scozia grazie alle reti di Wirtz, Musiala, Havertz, Füllkrug e Can, cui segue l'autogol del difensore tedesco Rüdiger a favore degli scozzesi nel finale di gara. Il giorno dopo, al RheinEnergie Stadion di Colonia, la Svizzera sconfigge per 3-1 l'Ungheria con le marcature di Duah, Aebischer e Embolo, inframezzate da quella ungherese di Varga.
Nel secondo turno, a Stoccarda, la Germania prevale sull'Ungheria con il risultato di 2-0, grazie alle reti di Musiala e Gündoğan, ottenendo la qualificazione con un turno di anticipo agli ottavi di finale. Nell'altro incontro della seconda giornata Scozia e Svizzera ottengono il primo pareggio del girone, con le reti rispettivamente di McTominay e Shaqiri, rimandando i verdetti definitivi all'ultima giornata.
Nel turno finale la Germania ottiene un pareggio con la Svizzera nel recupero del secondo tempo grazie al gol di Füllkrug, dopo il vantaggio elvetico con la rete di Ndoye; nell'altro incontro, tra Scozia e Ungheria, la marcatura di Csoboth al decimo minuto di recupero del secondo tempo regala la vittoria e i primi punti alla formazione ungherese. Il girone termina con le qualificazioni di Germania, prima a 7 punti, e Svizzera, seconda a 5; terza è l'Ungheria con 3 punti, che, uniti a una differenza reti di -3, dopo le partite degli altri gironi non si rivelano sufficienti per il passaggio del turno. Chiude la classifica la Scozia, con 1 punto.

#### Gruppo B
Il gruppo B include l'Italia campione d'Europa in carica, la Spagna detentrice della UEFA Nations League, la Croazia e l'Albania.
Nella prima giornata la Spagna batte la Croazia per 3-0 allo stadio Olimpico di Berlino con le marcature di Morata, Fabián e Carvajal; in tale partita l'attaccante spagnolo Yamal diventa, all'età di 16 anni e 338 giorni, il più giovane calciatore ad aver disputato un match della competizione, infrangendo dunque il precedente record appartenuto al polacco Kozłowski. Nell'altra gara del girone, svoltasi al Westfalenstadion di Dortmund, l'Italia, al suo esordio da detentrice del torneo, vince in rimonta sull'Albania per 2-1: al gol iniziale di Bajrami, che realizza la rete più veloce nella storia della manifestazione, avvenuta dopo soli 23 secondi di gioco, rispondono le marcature di Bastoni e Barella e un salvataggio di Donnarumma nel finale che ribaltano lo svantaggio, regalando il successo agli Azzurri.
La seconda giornata inizia con il rocambolesco pareggio tra Croazia e Albania per 2-2. È la compagine albanese a passare in vantaggio nel primo tempo con un colpo di testa di Laçi ma la Croazia rimonta con la rete di Kramarić nella ripresa e l'autogol di Gjasula pochi minuti dopo, prima della rete del definitivo pareggio siglata dallo stesso Gjasula nel recupero. Nell'altro incontro della giornata la Spagna supera di misura l'Italia per 1-0, in seguito all'autorete di Calafiori, assicurandosi la qualificazione agli ottavi di finale e il primo posto nel girone con un turno di anticipo.
Nella terza giornata si giocano in contemporanea Albania-Spagna e Croazia-Italia. A Düsseldorf, la gara è decisa dalla rete di Torres con la quale la Spagna batte l'Albania e conclude il girone a punteggio pieno. Nell'altra partita, a Lipsia, l'Italia, dopo avere subito al 55' il gol del capitano croato Modrić, che pochi secondi prima si è visto parare un calcio di rigore da Donnarumma, riesce a pareggiare in extremis all'8' di recupero del secondo tempo grazie alla rete del subentrato Zaccagni, assicurandosi la seconda posizione del girone e lasciando alla Croazia una flebile speranza di ripescaggio tra le migliori terze, che viene vanificata il giorno successivo dai risultati delle ultime due gare del gruppo C. Il girone termina con le qualificazioni agli ottavi di finale della Spagna, prima a 9 punti, e dell'Italia, seconda a 4; invece abbandonano la manifestazione sia la Croazia a 2 punti che l'Albania con 1 punto.

#### Gruppo C
Il gruppo C racchiude l'Inghilterra vice campione d'Europa, la Danimarca, la Serbia e la Slovenia, queste ultime due assenti dalla fase finale dall'edizione del 2000.
Nella giornata d'esordio la Slovenia e la Danimarca pareggiano per 1-1 alla MHPArena di Stoccarda: alla rete danese di Eriksen replica quella slovena di Janža; mentre alla Veltins-Arena di Gelsenkirchen l'Inghilterra sconfigge di misura la Serbia per 1-0 grazie al gol di Bellingham.
Nella seconda giornata la Slovenia pareggia con la Serbia per 1-1, con la rete nella ripresa di Karničnik e il pari di Jović all'ultimo minuto di recupero; anche l'incontro tra Danimarca e Inghilterra finisce 1-1, grazie alle reti di Kane e di Hjulmand, il che rimanda i verdetti del gruppo all'ultima giornata.
Nel terzo turno del girone si giocano Inghilterra-Slovenia e Danimarca-Serbia, partite che terminano a reti inviolate. Gli inglesi passano agli ottavi di finale da primi del raggruppamento con 5 punti in classifica, seguiti dalla Danimarca e dalla Slovenia, entrambe a 3 punti: a causa del peggior fair play, a pagare le conseguenze è la Slovenia, che viene, tuttavia, ripescata come una delle migliori terze in quanto nella graduatoria delle terze classificate chiude davanti a Ungheria e Croazia. La Serbia, con soli 2 punti, viene eliminata dal torneo.

#### Gruppo D
Il gruppo D è composto dalla Francia vice campione del mondo, dai Paesi Bassi, dall'Austria e dalla Polonia.
Nella giornata di debutto i Paesi Bassi vincono in rimonta per 2-1 contro la Polonia al Volksparkstadion di Amburgo, merito delle reti di Gakpo e Weghorst, che ribaltano appunto quella iniziale di Buksa; il giorno seguente, alla Merkur Spiel-Arena di Düsseldorf, la Francia si impone per 1-0 sull'Austria in virtù dell'autogol del difensore austriaco Wöber.
La seconda giornata inizia con la vittoria dell'Austria sulla Polonia per 3-1: alla rete di Trauner segue la risposta della Polonia, con il goal del momentaneo pareggio di Piątek nel primo tempo, mentre nella ripresa il destro vincente di Baumgartner e il rigore segnato da Arnautović, che era stato causato da un fallo del portiere polacco Szczęsny, chiudono definitivamente l'incontro. Nell'altro incontro Paesi Bassi e Francia si fermano sullo 0-0, il primo del torneo, rimandando le qualificazioni agli ottavi di finale all'ultima giornata e condannando anzitempo la Polonia che, con due sconfitte e zero punti nel girone, viene aritmeticamente eliminata dal torneo.
Nell'ultimo turno si giocano in contemporanea Paesi Bassi-Austria e Francia-Polonia. A Berlino, l'Austria supera i Paesi Bassi con un rocambolesco 3-2: l'Austria va in vantaggio con un'autorete di Malen, pareggiata da una realizzazione di Gakpo; gli austriaci tornano in vantaggio con la rete di Schmid, ma sono raggiunti dal pareggio di Depay; è infine la rete di Sabitzer che permette agli austriaci di vincere il raggruppamento. Nell'altra partita, svoltasi a Dortmund, la Polonia, già eliminata, riesce a bloccare la Francia sul pareggio per 1-1: il rigore di Lewandowski replica a quello precedente di Mbappé. Il girone termina dunque con le qualificazioni agli ottavi di finale dell'Austria, prima con 6 punti, della Francia, seconda con 5, e dei Paesi Bassi, che sono invece certi del ripescaggio tra le migliori terze con 4 punti conquistati; la Polonia chiude all'ultimo posto con 1 punto.

#### Gruppo E
Nel gruppo E sono presenti il Belgio, la Slovacchia, la Romania e l'Ucraina.
Nella prima giornata, la Romania regola l'Ucraina per 3-0 all'Allianz Arena di Monaco di Baviera, grazie alle reti di Stanciu, Marin e Drăguș, e trova contestualmente la prima vittoria nel torneo dopo ventiquattro anni dall'ultima conseguita; al Waldstadion di Francoforte sul Meno, la Slovacchia sovverte i pronostici della vigilia e batte per 1-0 il Belgio con la decisiva marcatura di Schranz: durante tale partita, alla nazionale belga vengono inoltre annullati due gol dal VAR, uno dei quali con l'ausilio della nuova tecnologia "Connected Ball", che permette, attraverso l'installazione di un chip all'interno del pallone, di segnalare eventuali tocchi di mano da parte dei giocatori.
Nella seconda giornata del girone l'Ucraina batte la Slovacchia in rimonta per 2-1, con le reti nella ripresa di Šaparenko e Jaremčuk, che rispondono al goal del vantaggio iniziale siglato dallo slovacco Schranz nel primo tempo. Nell'altro incontro il Belgio sconfigge la Romania con il punteggio di 2-0, grazie alla rete di Tielemans dopo pochi minuti di gioco e al raddoppio di De Bruyne nel secondo tempo; Il Belgio ottiene così i primi punti della competizione e il girone resta aperto a ogni possibile verdetto, trovandosi tutte e quattro le squadre a 3 punti dopo due giornate.
La terza giornata vede nuovamente due pareggi: la sfida tra Ucraina e Belgio termina 0-0, mentre Slovacchia e Romania pareggiano 1-1, con le reti rispettivamente di Duda e di Marin su rigore; il girone termina dunque con tutte le squadre a quota 4 punti. La Romania si classifica prima poiché, a parità di differenza reti con il Belgio (+1), ha comunque più reti segnate (4 a 2); segue dunque il Belgio al secondo posto, la Slovacchia si classifica terza con una differenza reti pari a 0 (3 reti segnate e 3 subite), qualificandosi tra le migliori terze, mentre viene eliminata l'Ucraina con una differenza reti di -2 (2 reti segnate e 4 subite).

#### Gruppo F
Il gruppo F comprende il Portogallo, la Turchia, la Rep. Ceca e l'esordiente Georgia.
Nella giornata di debutto, la Turchia prevale per 3-1 sulla Georgia al Westfalenstadion di Dortmund, merito delle reti di Müldür, Güler, che diventa il più giovane calciatore a realizzare un gol all'esordio nella competizione, all'età di 19 anni e 128 giorni, e Aktürkoğlu, le quali fanno appunto da contraltare a quella di Mikautadze, primo giocatore georgiano a segnare in un campionato europeo. Nell'altra gara del girone, svoltasi alla Red Bull Arena di Lipsia, il Portogallo supera in rimonta per 2-1 la Repubblica Ceca, grazie all'autorete del difensore ceco Hranáč e alla marcatura in extremis di Conceiçao, che sovrastano quella iniziale a opera di Provod.
Nella seconda giornata la Georgia e la Repubblica Ceca pareggiano 1-1: al vantaggio georgiano, grazie al rigore allo scadere del primo tempo, assegnato dopo un controllo al VAR per un fallo di mano di Hranáč, e calciato a rete da Mikautadze, risponde la formazione ceca nella ripresa con una rete rocambolesca di Schick. Il secondo incontro vede invece la vittoria del Portogallo sulla Turchia per 3-0, con le segnature di Bernardo Silva e l'autogol di Akaydin nel primo tempo, e la rete di Bruno Fernandes nella ripresa; con questo risultato il Portogallo si qualifica aritmeticamente agli ottavi di finale al primo posto nel girone.
Nella giornata finale la Georgia batte il Portogallo per 2-0, con la rete di K'varatskhelia e il rigore di Mikautadze, mentre la Turchia vince con il risultato di 2-1 contro la Repubblica Ceca con la rete al quarto minuto di recupero del secondo tempo di Tosun, dopo essere passata in vantaggio con il gol di Çalhanoğlu e avere subito il pareggio siglato da Souček. In virtù di questi risultati, la classifica definitiva vede Portogallo e Turchia a 6 punti, con i lusitani avvantaggiati dal risultato favorevole nello scontro diretto. Segue la Georgia a 4 punti, che si qualifica come una delle migliori terze, e la Repubblica Ceca a 1 punto, eliminata.

### Fase a eliminazione diretta

#### Ottavi di finale
Gli accoppiamenti degli ottavi di finale prevedono i seguenti incontri: Svizzera-Italia, Germania-Danimarca, Inghilterra-Slovacchia, Spagna-Georgia, Francia-Belgio, Portogallo-Slovenia, Romania-Paesi Bassi e Austria-Turchia.
Il primo ottavo di finale viene disputato all'Olympiastadion di Berlino e vede affrontarsi Svizzera e Italia. Gli svizzeri riescono fin da subito a prendere in mano la partita, trovando dopo diversi tentativi la rete del vantaggio con Freuler al 37', mentre gli uomini di Spalletti terminano la prima frazione senza concludere mai in porta. Nella ripresa la Svizzera trova la rete del raddoppio dopo pochi secondi con Vargas, con gli Azzurri che non riescono a reagire e a creare occasioni da rete, pur se Scamacca colpisce un palo a pochi metri dalla porta. L'incontro finisce 2-0 in favore degli elvetici, che eliminano l'Italia campione in carica e accedono così ai quarti di finale.
Il secondo ottavo, tra Germania e Danimarca, viene disputato al Westfalenstadion di Dortmund. Dopo pochi minuti i padroni di casa vanno a segno con Schlotterbeck su un calcio d'angolo, ma la rete non viene assegnata a causa di una spinta fallosa di Kimmich. Al 35' l'arbitro Oliver decreta la sospensione dell'incontro per avverse condizioni meteorologiche e la gara viene ripresa dopo oltre mezz'ora di pausa. Nel secondo tempo la Danimarca passa in vantaggio con Andersen, ma anche questo gol non viene convalidato, poiché la revisione del VAR evidenzia un fuorigioco. Pochi secondi dopo, al 51', l'arbitro viene richiamato a una on-field review dal VAR per un presunto fallo di mano in area di rigore dello stesso Andersen e decreta un calcio di rigore per la Germania. Havertz dal dischetto non spreca l'occasione, portando così in vantaggio la formazione tedesca. Al 68' arriva il raddoppio della Germania con Musiala, che sfrutta l'assist di Schlotterbeck. Nel finale, viene annullata una rete a Wirtz per fuorigioco e l'incontro termina con il successo dei tedeschi per 2-0 e il conseguente passaggio del turno.
Nel terzo ottavo, giocato alla Veltins-Arena di Gelsenkirchen, Inghilterra e Slovacchia disputano una partita equilibrata e sempre in bilico. Il gol di Schranz su assist di Strelec porta in vantaggio la formazione slovacca dopo 25 minuti di gioco, con gli inglesi costretti a inseguire fin da subito. Foden trova la rete del pari dopo pochi minuti dall'inizio del secondo tempo, ma l'arbitro Meler annulla su segnalazione del VAR, per una posizione di fuorigioco. Gli uomini di Southgate aumentano la pressione nella ripresa, trovando prima un palo con Rice e poi riuscendo a pareggiare in pieno recupero con la rovesciata di Bellingham. L'incontro è il primo a essere deciso ai tempi supplementari in questa edizione del torneo. Dopo pochi secondi, Kane trova di testa la rete del definitivo 2-1, consegnando la vittoria e il passaggio ai quarti di finale all'Inghilterra, nonostante gli ultimi attacchi della compagine allenata da Calzona. Per la Slovacchia sfuma invece la possibilità di qualificarsi per la prima volta ai quarti di finale in un europeo.
Il quarto ottavo vede sfidarsi Spagna-Georgia al RheinEnergieStadion di Colonia. L'inizio della gara vede gli spagnoli pressare fortemente la Georgia, che però trova la rete del vantaggio alla prima occasione, grazie all'autorete di Le Normand, nel tentativo di anticipare K'varatskhelia. Nonostante la rete incassata, la Roja continua ad attaccare e nel finale del primo tempo riesce a pareggiare con Rodri. All'inizio della ripresa, il georgiano K'varatskhelia tenta di segnare da metà campo, provando a sorprendere Unai Simón uscito fuori dai pali, ma il pallone non va in porta. Al 51' la Spagna trova il gol del 2-1 con un colpo di testa di Fabián. Passano 15 minuti e gli uomini di De la Fuente siglano il 3-1 con Williams, che riceve palla da un lancio lungo di Fabián e, con un tiro potente e preciso, insacca sotto la traversa. All'83' le Furie Rosse chiudono la partita con Dani Olmo, che sfrutta un assist di Oyarzabal per spiazzare il portiere georgiano. Con questa vittoria, gli spagnoli accedono ai quarti di finale, dove incontreranno i padroni di casa della Germania.
Nel quinto ottavo di finale, la Francia affronta il Belgio alla Merkur Spiel-Arena di Düsseldorf. Il primo tempo vede una Francia determinata, che crea tante occasioni da rete, mentre il Belgio chiude bene gli spazi, difendendo con estrema precisione. Les Bleus vanno vicino al goal con un colpo di testa di Thuram, che non trova la porta; il primo tempo termina 0-0. Nella ripresa, le squadre aumentano il ritmo e, ai numerosi tentativi verso la porta dei francesi, rispondono i belgi che cercano di sfruttare le veloci azioni in contropiede. Quando sembra che la gara sia prossima ai tempi supplementari, il destro di Kolo Muani colpisce Vertonghen, con la palla che termina in rete per il vantaggio dei transalpini. Il Belgio va all'assalto finale nel tentativo di segnare il gol del pareggio nei pochi minuti rimanenti, senza però riuscirci. La Francia vince di misura per 1-0 e avanza ai quarti di finale.
Nel sesto ottavo, Portogallo e Slovenia sono protagonisti di un incontro molto equilibrato al Waldstadion di Francoforte. Il Portogallo tenta di mettere pressione agli avversari, colpendo anche un palo con Palhinha sul finire del primo tempo. La Slovenia, al suo primo ottavo di finale di un europeo, fa fronte agli attacchi portoghesi e riesce a tenere la porta inviolata. Nonostante le numerose occasioni d'attacco create da ambedue le squadre si giunge ai tempi supplementari. Alla fine del primo tempo supplementare, Drkušić commette fallo su Diogo Jota in area di rigore e l'arbitro Orsato decreta il rigore a favore della formazione lusitana, ma Ronaldo fallisce il tentativo dagli undici metri per la parata di Oblak. Nel secondo tempo supplementare, è la Slovenia ad avere una grande occasione per segnare: l'attaccante Šeško, sfruttando un errore di Pepe, si invola verso la porta avversaria, ma Diogo Costa para di piede. La gara non si sblocca neanche ai supplementari: la partita è decisa ai tiri di rigore, i primi di questa edizione del torneo: le reti di Ronaldo, Fernandes e Silva e le tre parate di Diogo Costa consegnano al Portogallo la vittoria e i quarti di finale contro la Francia.
Il settimo ottavo vede la Romania affrontare i Paesi Bassi all'Allianz Arena di Monaco di Baviera. Sono i rumeni a partire meglio con un pressing asfissiante, ma dopo il primo quarto d'ora gli olandesi iniziano a prendere le redini del gioco, facendo prevalere il loro tasso tecnico. Al 20', sono i Paesi Bassi a passare in vantaggio con Gakpo, che si accentra e colpisce di destro sul primo palo, spiazzando il portiere rumeno. Dopo il gol segnato, gli olandesi provano a raddoppiare a più riprese, ma il primo tempo finisce 1-0. Nella ripresa gli uomini di Koeman nonostante il vantaggio assediano la porta rumena e trovano la rete al 63', ma il VAR annulla per fuorigioco. Il 2-0 degli Oranje arriva all'83': Gakpo tiene in gioco un pallone che sembra destinato sul fondo e serve Malen, che regala il secondo gol ai Paesi Bassi. In pieno recupero, gli olandesi mettono il risultato al sicuro ancora con Malen, che capitalizza al meglio un contropiede in campo aperto per siglare la rete del definitivo 3-0. Con questo successo, i Paesi Bassi giungono ai quarti di finale.
Nell'ultimo ottavo si sfidano Austria e Turchia alla Red Bull Arena di Lipsia. Dopo soli 58 secondi di gioco, è la Turchia a passare in vantaggio sugli sviluppi di un calcio d'angolo con Demiral, lesto a sfruttare un pallone vagante in area di rigore austriaca e a depositarlo in porta. Pochi minuti più tardi, è lo stesso Demiral a rendersi protagonista di un salvataggio sulla linea di porta, evitando così il pari austriaco. Il primo tempo si chiude con diverse occasioni da rete di entrambe le squadre ma si va all'intervallo sull'1-0 turco. Ad inizio ripresa, l'Austria ha una grande opportunità per il pareggio, ma Arnautović spreca solo davanti al portiere. Al 59', la formazione di Montella raddoppia ancora con Demiral, ancora da corner. Quando la partita sembra ormai chiusa, gli uomini di Rangnick accorciano le distanze al 66' grazie alla rete su calcio d'angolo di Gregoritsch. A questo punto, l'Austria va all'assedio finale per cercare il pareggio e proprio all'ultimo minuto di recupero, Baumgartner ha sulla testa la palla del 2-2 ma Günok compie una parata miracolosa, regalando la vittoria e il passaggio ai quarti di finale della Turchia.

#### Quarti di finale
Gli accoppiamenti dei quarti di finale sono i seguenti: Spagna-Germania, Portogallo-Francia, Inghilterra-Svizzera e Paesi Bassi-Turchia.
Il primo quarto si gioca alla MHPArena di Stoccarda tra Spagna e Germania, in una sorta di finale anticipata, che giocano una partita ricca di occasioni e dai ritmi sempre alti. Dopo una prima frazione in cui entrambe le squadre vanno più volte vicine al gol, nella ripresa la Spagna apre le marcature con la rete di Olmo al 51' su assist di Yamal. La formazione tedesca reagisce immediatamente e passa al contrattacco, tentando più volte di andare a rete: diverse sono le occasioni create da Füllkrug, che colpisce anche un palo, di Andrich e di Havertz, ma Unai Simón difende bene la porta. All'89', gli uomini di Nagelsmann trovano la rete del pareggio con Wirtz, che sfrutta la sponda di testa di Kimmich e batte l'estremo difensore spagnolo. L'incontro va ai tempi supplementari. Con i tiri di rigore ormai alle porte, Merino, su assist di Dani Olmo, sigla la rete del definitivo 2-1 all'ultimo minuto dei tempi supplementari, portando le Furie Rosse in semifinale ed eliminando così i padroni di casa.
D'altro tenore il secondo quarto, giocato al Volksparkstadion di Amburgo tra Portogallo e Francia che, nonostante le numerose occasioni, mostrano comunque un gioco meno aggressivo rispetto a Spagna e Germania. Il risultato di 0-0 permane dopo i primi 90 minuti e la gara giunge ai tempi supplementari, durante i quali né i lusitani né i transalpini riescono a trovare la rete vincente. L'incontro viene quindi deciso ai tiri di rigore, i secondi per il Portogallo in questo torneo: dopo le reti di Dembélé, Fofana e Koundé per la Francia e di Ronaldo e Bernardo Silva per il Portogallo, arriva l'errore dagli undici metri del portoghese João Félix, che colpisce il palo. Barcola e Mendes trasformano il proprio tiro dal dischetto, ma è la rete di Hernández, cui spettava il compito di calciare il quinto rigore, a regalare alla Francia la vittoria per 5-3 e la qualificazione per la semifinale.

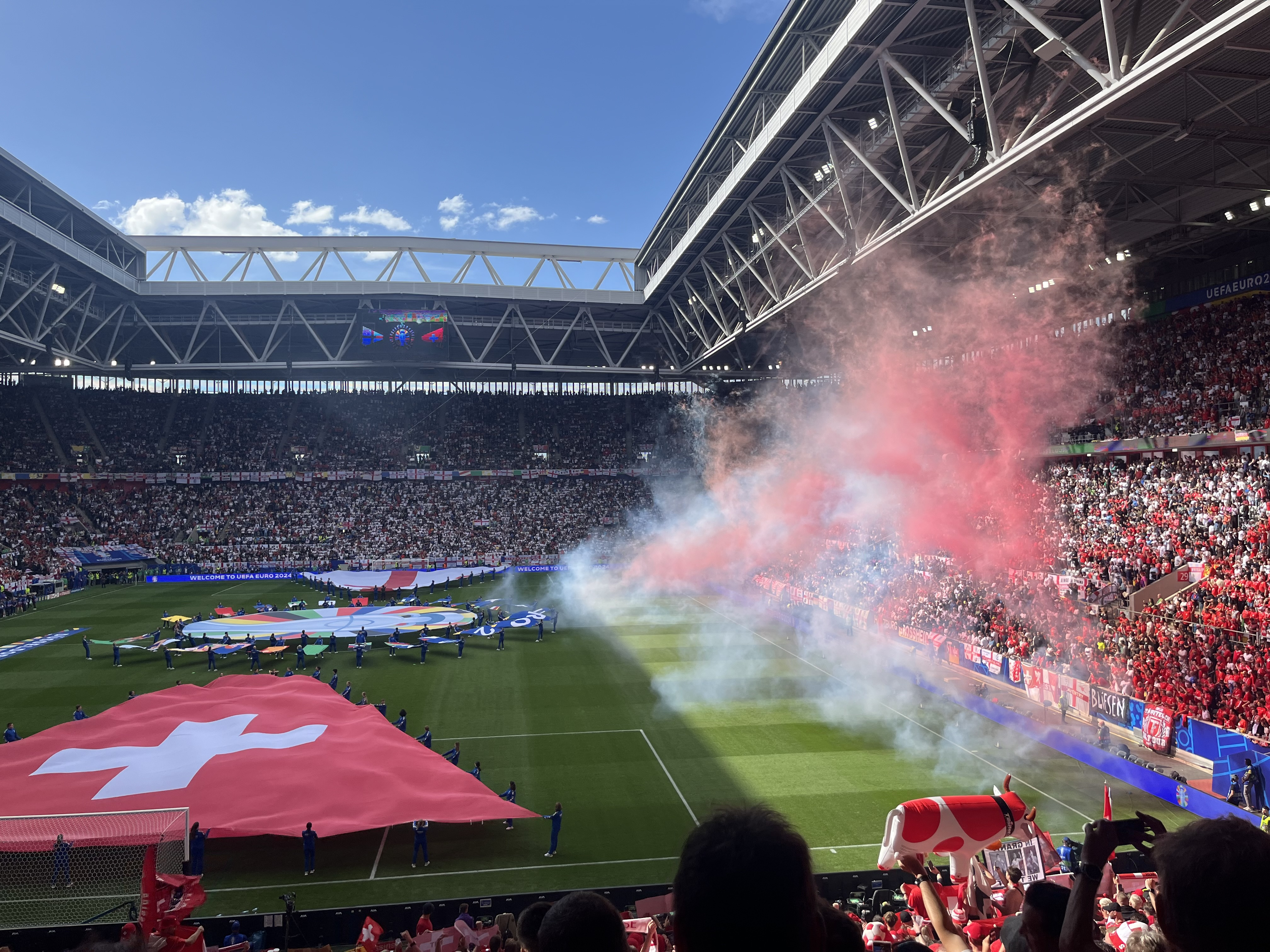
Lo stadio di Düsseldorf prima del quarto di finale di EURO 2024 tra e.

Nel terzo quarto, Inghilterra e Svizzera si affrontano alla Merkur Spiel-Arena di Düsseldorf. Dopo un buon inizio degli elvetici, che creano diverse occasioni d'attacco, la formazione britannica riesce a prendere l'iniziativa, cercando la rete con più spunti offensivi, ma la prima frazione termina senza gol. Nella ripresa, è la Svizzera a passare in vantaggio al 75', con Embolo che, su cross di Ndoye, si allunga col piede per spedire la palla in porta. Immediata la reazione degli uomini di Southgate, che all'80' pareggiano: il gol è di Saka, con una conclusione rasoterra che colpisce il palo ed entra in rete. La gara, quindi, si prolunga ai tempi supplementari, i secondi in questo torneo per l'Inghilterra. Al 117' Shaqiri sfiora il 2-1, colpendo il palo direttamente da calcio d'angolo, ma la parità persiste anche al termine dei supplementari, con l'incontro che viene così deciso ai tiri di rigore: dopo la rete di Palmer, il rigore dello svizzero Akanji viene parato da Pickford. I rigori successivi, calciati da Bellingham, Saka, Toney e Alexander-Arnold per i britannici, e da Schär, Shaqiri e Amdouni per gli elvetici, vanno a segno. La serie dagli undici metri termina dunque 5-3 a favore dell'Inghilterra, che supera la Svizzera e accede alle semifinali.
L'ultimo quarto di finale si disputa tra Paesi Bassi e Turchia all'Olympiastadion di Berlino. Sono gli Oranje ad iniziare meglio la partita, ma con il passare dei minuti è la formazione di Montella ad avere sempre più il controllo del campo e, a dieci minuti dalla fine del primo tempo, trova anche la rete del vantaggio con Akaydin, che segna di testa, su cross di Güler. La prima frazione si chiude sull'1-0 turco, ma nella ripresa sono gli uomini di Koeman ad andare all'attacco e, nel giro di sei minuti, tra il 70' e il 76', ribaltano il risultato, prima pareggiando i conti con un colpo di testa di De Vrij e poi siglando il sorpasso grazie all'autogol di Müldür, che, nel tentativo di anticipare Gakpo, segna nella propria porta. Nel finale, la Turchia va all'assalto per cercare il pareggio, ma i diversi tentativi di Çelik, Aktürkoğlu e Kılıçsoy non sortiscono l'effetto sperato. Alla fine sono i Paesi Bassi a vincere 2-1 e a tornare in semifinale a distanza di venti anni.

#### Semifinali
Gli accoppiamenti delle semifinali sono i seguenti: Spagna-Francia e Paesi Bassi-Inghilterra.
Nella prima semifinale, Spagna e Francia si affrontano all'Allianz Arena di Monaco di Baviera in quella che viene considerata dagli addetti ai lavori un'altra finale anticipata. Iniziano bene i transalpini che dopo meno di dieci minuti passano in vantaggio con la rete di testa di Kolo Muani, su assist di Mbappé. Nonostante lo svantaggio, gli iberici non si abbattono e anzi, riescono a ribaltare il risultato, prima pareggiando i conti al 21' con un tiro a giro dai 25 metri di Yamal che va in rete dopo aver preso il palo, e poi siglando la rete del sorpasso con Dani Olmo, bravo a destreggiarsi nella difesa francese e a spedire in porta il pallone, complice una deviazione. Nella ripresa, gli uomini di Deschamps tentano in tutti i modi la via del pari ma la gara termina 2-1 a favore delle Furie Rosse che volano in finale a distanza di dodici anni dall'ultima volta.
La seconda semifinale si gioca al Westfalenstadion di Dortmund e vede protagoniste Paesi Bassi e Inghilterra. Ad andare in vantaggio sono i Paesi Bassi con un gran tiro da fuori area di Simons dopo 7'. La reazione inglese non si fa attendere e al 14' Kane si avventa su un pallone vagante ma calcia alto. L'arbitro, però, viene richiamato a una on-field review dal VAR per un presunto fallo di Dumfries sullo stesso Kane e, alla fine, concede un calcio di rigore ai britannici. Sul dischetto, Kane non sbaglia e riporta la gara in equilibrio. Raggiunto il pareggio, gli uomini di Southgate prendono il sopravvento e vanno a pochi centimetri dal secondo gol con Foden che è bravo a destreggiarsi nella difesa olandese ma il suo tiro, a porta sguarnita, viene intercettato da Dumfries sulla linea. Lo stesso Dumfries al 30' svetta di testa sugli sviluppi di un calcio d'angolo, ma la palla scheggia la traversa e termina alta. Due minuti più tardi, è Foden a colpire l'incrocio dei pali con un tiro dalla lunga distanza. Nonostante le tante occasioni di entrambe le squadre, si va all'intervallo sull'1-1. Nella ripresa, i ritmi sono più blandi rispetto alla prima frazione, con gli uomini di Koeman che cercano la via della rete senza riuscirci. Il finale di partita, però, è tutto britannico: prima c'è la rete di Saka annullata per fuorigioco, poi al 90' arriva il gol del definitivo 2-1 con il neo entrato Watkins, che controlla il pallone e con un preciso diagonale batte il portiere olandese. L'Inghilterra, così, centra la sua seconda finale consecutiva di un Europeo, dove affronterà la Spagna.

#### Finale
All'Olympiastadion di Berlino va in scena la finale tra Spagna e Inghilterra. Parte forte la Roja che chiude gli inglesi nella loro metà campo, ma il giro palla spagnolo, col passare dei minuti, si rivela lento e inefficace, e così i britannici non hanno difficoltà a difendersi, provando anche qualche azione di contropiede. In generale, si chiude 0-0 un primo tempo con poche emozioni. Nella ripresa, i ritmi si alzano e la gara si fa più interessante. Dopo appena 90 secondi, le Furie Rosse passano in vantaggio: Yamal prende palla e attira su di sé la retroguardia britannica che lascia colpevolmente solo Williams, il quale infila Pickford sul palo opposto, siglando l'1-0. La squadra di De la Fuente ha diverse opportunità per raddoppiare, prima con Dani Olmo, poi con Morata e poi ancora Williams. La reazione inglese si concretizza in una gran giocata di Bellingham che mette a sedere la difesa spagnola, facendo partire un sinistro che sfiora il palo. È il preludio al gol del pari da parte dei Tre Leoni: 73', Saka entra in area, serve Bellingham che tocca fuori per il neo-entrato Palmer che lascia partire un fendente che s'insacca nell'angolo basso alla destra dell'estremo difensore spagnolo, portando l'incontro in equilibrio. Nel finale, la Roja tenta a più riprese di riportarsi in vantaggio e ci riesce all'86', quando il subentrato Oyarzabal sfrutta un cross di Cucurella, siglando in scivolata la rete del definitivo 2-1, con la quale la Spagna arriva alla settima vittoria in altrettante gare, conquistando il quarto titolo europeo e diventando così la nazionale con il maggior numero di trionfi nella competizione. L'Inghilterra, invece, perde la seconda finale consecutiva, dopo che era uscita sconfitta anche nella precedente edizione contro l'Italia ai tiri di rigore.

## Risultati

### Fase a gironi

#### Gruppo A

##### Classifica
| Pos. | Squadra  | Pt | G | V | N | P | GF | GS | DR |
| ---- | -------- | -- | - | - | - | - | -- | -- | -- |
| 1.   | Germania | 7  | 3 | 2 | 1 | 0 | 8  | 2  | +6 |
| 2.   | Svizzera | 5  | 3 | 1 | 2 | 0 | 5  | 3  | +2 |
| 3.   | Ungheria | 3  | 3 | 1 | 0 | 2 | 2  | 5  | -3 |
| 4.   | Scozia   | 1  | 3 | 0 | 1 | 2 | 2  | 7  | -5 |

##### Incontri
| Arbitro: | Clément Turpin |

|                                                                   |           |                    |
| Wirtz 10’ Musiala 19’ Havertz 45+1’ (rig.) Füllkrug 68’ Can 90+3’ | Marcatori | 87’ (aut.) Rüdiger |

| Arbitro: | Slavko Vinčić |

|           |           |                                     |
| Varga 66’ | Marcatori | 12’ Duah 45’ Aebischer 90+3’ Embolo |

| Arbitro: | Danny Makkelie |

|                          |           |  |
| Musiala 22’ Gündoğan 67’ | Marcatori |  |

| Arbitro: | Ivan Kružliak |

|               |           |             |
| McTominay 13’ | Marcatori | 26’ Shaqiri |

| Arbitro: | Daniele Orsato |

|           |           |                |
| Ndoye 28’ | Marcatori | 90+2’ Füllkrug |

| Arbitro: | Facundo Tello |

|  |           |                |
|  | Marcatori | 90+10’ Csoboth |

#### Gruppo B

##### Classifica
| Pos. | Squadra | Pt | G | V | N | P | GF | GS | DR |
| ---- | ------- | -- | - | - | - | - | -- | -- | -- |
| 1.   | Spagna  | 9  | 3 | 3 | 0 | 0 | 5  | 0  | +5 |
| 2.   | Italia  | 4  | 3 | 1 | 1 | 1 | 3  | 3  | 0  |
| 3.   | Croazia | 2  | 3 | 0 | 2 | 1 | 3  | 6  | -3 |
| 4.   | Albania | 1  | 3 | 0 | 1 | 2 | 3  | 5  | -2 |

##### Incontri
| Arbitro: | Michael Oliver |

|                                      |           |  |
| Morata 29’ Fabián 32’ Carvajal 45+2’ | Marcatori |  |

| Arbitro: | Felix Zwayer |

|                         |           |            |
| Bastoni 11’ Barella 16’ | Marcatori | 1’ Bajrami |

| Arbitro: | François Letexier |

|                                 |           |                        |
| Kramarić 74’ Gjasula 76’ (aut.) | Marcatori | 11’ Laçi 90+5’ Gjasula |

| Arbitro: | Slavko Vinčić |

|                      |           |  |
| Calafiori 55’ (aut.) | Marcatori |  |

| Arbitro: | Glenn Nyberg |

|  |           |            |
|  | Marcatori | 13’ Torres |

| Arbitro: | Danny Makkelie |

|            |           |                |
| Modrić 55’ | Marcatori | 90+8’ Zaccagni |

#### Gruppo C

##### Classifica
| Pos. | Squadra     | Pt | G | V | N | P | GF | GS | DR |
| ---- | ----------- | -- | - | - | - | - | -- | -- | -- |
| 1.   | Inghilterra | 5  | 3 | 1 | 2 | 0 | 2  | 1  | +1 |
| 2.   | Danimarca   | 3  | 3 | 0 | 3 | 0 | 2  | 2  | 0  |
| 3.   | Slovenia    | 3  | 3 | 0 | 3 | 0 | 2  | 2  | 0  |
| 4.   | Serbia      | 2  | 3 | 0 | 2 | 1 | 1  | 2  | -1 |

##### Incontri
| Arbitro: | Sandro Schärer |

|           |           |             |
| Janža 77’ | Marcatori | 17’ Eriksen |

| Arbitro: | Daniele Orsato |

|  |           |                |
|  | Marcatori | 13’ Bellingham |

| Arbitro: | István Kovács |

|               |           |             |
| Karničnik 69’ | Marcatori | 90+5’ Jović |

| Arbitro: | Artur Soares Dias |

|              |           |          |
| Hjulmand 34’ | Marcatori | 18’ Kane |

| Colonia 25 giugno 2024, ore 21:00 UTC+2 Incontro 29 | Inghilterra    | 0 – 0 referto | Slovenia | RheinEnergieStadion (41 536 spett.)\| Arbitro: \| Clément Turpin \| |
| Arbitro:                                            | Clément Turpin |               |          |                                                                     |

| Monaco di Baviera 25 giugno 2024, ore 21:00 UTC+2 Incontro 30 | Danimarca         | 0 – 0 referto | Serbia | Allianz Arena (64 288 spett.)\| Arbitro: \| François Letexier \| |
| Arbitro:                                                      | François Letexier |               |        |                                                                  |

#### Gruppo D

##### Classifica
| Pos. | Squadra     | Pt | G | V | N | P | GF | GS | DR |
| ---- | ----------- | -- | - | - | - | - | -- | -- | -- |
| 1.   | Austria     | 6  | 3 | 2 | 0 | 1 | 6  | 4  | +2 |
| 2.   | Francia     | 5  | 3 | 1 | 2 | 0 | 2  | 1  | +1 |
| 3.   | Paesi Bassi | 4  | 3 | 1 | 1 | 1 | 4  | 4  | 0  |
| 4.   | Polonia     | 1  | 3 | 0 | 1 | 2 | 3  | 6  | -3 |

##### Incontri
| Arbitro: | Artur Soares Dias |

|           |           |                        |
| Buksa 16’ | Marcatori | 29’ Gakpo 83’ Weghorst |

| Arbitro: | Jesús Gil Manzano |

|  |           |                  |
|  | Marcatori | 38’ (aut.) Wöber |

| Arbitro: | Halil Umut Meler |

|            |           |                                                  |
| Piątek 30’ | Marcatori | 9’ Trauner 66’ Baumgartner 78’ (rig.) Arnautović |

| Lipsia 21 giugno 2024, ore 21:00 UTC+2 Incontro 20 | Paesi Bassi    | 0 – 0 referto | Francia | Red Bull Arena (38 531 spett.)\| Arbitro: \| Anthony Taylor \| |
| Arbitro:                                           | Anthony Taylor |               |         |                                                                |

| Arbitro: | Ivan Kružliak |

|                     |           |                                         |
| Gakpo 47’ Depay 75’ | Marcatori | 6’ (aut.) Malen 59’ Schmid 80’ Sabitzer |

| Arbitro: | Marco Guida |

|                   |           |                        |
| Mbappé 56’ (rig.) | Marcatori | 79’ (rig.) Lewandowski |

#### Gruppo E

##### Classifica
| Pos. | Squadra    | Pt | G | V | N | P | GF | GS | DR |
| ---- | ---------- | -- | - | - | - | - | -- | -- | -- |
| 1.   | Romania    | 4  | 3 | 1 | 1 | 1 | 4  | 3  | +1 |
| 2.   | Belgio     | 4  | 3 | 1 | 1 | 1 | 2  | 1  | +1 |
| 3.   | Slovacchia | 4  | 3 | 1 | 1 | 1 | 3  | 3  | 0  |
| 4.   | Ucraina    | 4  | 3 | 1 | 1 | 1 | 2  | 4  | -2 |

##### Incontri
| Arbitro: | Glenn Nyberg |

|                                     |           |  |
| Stanciu 29’ R. Marin 53’ Drăguș 57’ | Marcatori |  |

| Arbitro: | Halil Umut Meler |

|  |           |            |
|  | Marcatori | 7’ Schranz |

| Arbitro: | Michael Oliver |

|             |           |                            |
| Schranz 17’ | Marcatori | 54’ Šaparenko 80’ Jaremčuk |

| Arbitro: | Szymon Marciniak |

|                            |           |  |
| Tielemans 2’ De Bruyne 80’ | Marcatori |  |

| Arbitro: | Daniel Siebert |

|          |           |                     |
| Duda 24’ | Marcatori | 37’ (rig.) R. Marin |

| Stoccarda 26 giugno 2024, ore 18:00 UTC+2 Incontro 34 | Ucraina        | 0 – 0 referto | Belgio | MHPArena (54 000 spett.)\| Arbitro: \| Anthony Taylor \| |
| Arbitro:                                              | Anthony Taylor |               |        |                                                          |

#### Gruppo F

##### Classifica
| Pos. | Squadra    | Pt | G | V | N | P | GF | GS | DR |
| ---- | ---------- | -- | - | - | - | - | -- | -- | -- |
| 1.   | Portogallo | 6  | 3 | 2 | 0 | 1 | 5  | 3  | +2 |
| 2.   | Turchia    | 6  | 3 | 2 | 0 | 1 | 5  | 5  | 0  |
| 3.   | Georgia    | 4  | 3 | 1 | 1 | 1 | 4  | 4  | 0  |
| 4.   | Rep. Ceca  | 1  | 3 | 0 | 1 | 2 | 3  | 5  | -2 |

##### Incontri
| Arbitro: | Facundo Tello |

|                                       |           |                |
| Müldür 25’ Güler 65’ Aktürkoğlu 90+7’ | Marcatori | 32’ Mikautadze |

| Arbitro: | Marco Guida |

|                                   |           |            |
| Hranáč 69’ (aut.) Conceição 90+2’ | Marcatori | 62’ Provod |

| Arbitro: | Daniel Siebert |

|                         |           |            |
| Mikautadze 45+4’ (rig.) | Marcatori | 59’ Schick |

| Arbitro: | Felix Zwayer |

|  |           |                                               |
|  | Marcatori | 21’ B. Silva 28’ (aut.) Akaydin 56’ Fernandes |

| Arbitro: | Sandro Schärer |

|                                         |           |  |
| K'varatskhelia 2’ Mikautadze 57’ (rig.) | Marcatori |  |

| Arbitro: | István Kovács |

|            |           |                            |
| Souček 66’ | Marcatori | 51’ Çalhanoğlu 90+4’ Tosun |

#### Raffronto tra le terze classificate
| Pos. | Squadra     | Pt | G | V | N | P | GF | GS | DR | Gruppo |
| ---- | ----------- | -- | - | - | - | - | -- | -- | -- | ------ |
| 1.   | Paesi Bassi | 4  | 3 | 1 | 1 | 1 | 4  | 4  | 0  | D      |
| 2.   | Georgia     | 4  | 3 | 1 | 1 | 1 | 4  | 4  | 0  | F      |
| 3.   | Slovacchia  | 4  | 3 | 1 | 1 | 1 | 3  | 3  | 0  | E      |
| 4.   | Slovenia    | 3  | 3 | 0 | 3 | 0 | 2  | 2  | 0  | C      |
| 5.   | Ungheria    | 3  | 3 | 1 | 0 | 2 | 2  | 5  | -3 | A      |
| 6.   | Croazia     | 2  | 3 | 0 | 2 | 1 | 3  | 6  | -3 | B      |

### Fase a eliminazione diretta

#### Tabellone
|  | Ottavi di finale | Ottavi di finale  | Ottavi di finale |               |                   | Quarti di finale  | Quarti di finale | Quarti di finale |  |  | Semifinali | Semifinali | Semifinali |  |  | Finale | Finale | Finale |  |
|  |                  |                   |                  |               |                   |                   |                  |                  |  |  |            |            |            |  |  |        |        |        |  |
|  | 1B               | Spagna            | 4                |               |                   |                   |                  |                  |  |  |            |            |            |  |  |        |        |        |  |
|  | 1B               | Spagna            | 4                |               |                   |                   |                  |                  |  |  |            |            |            |  |  |        |        |        |  |
|  | 3F               | Georgia           | 1                |               |                   |                   |                  |                  |  |  |            |            |            |  |  |        |        |        |  |
|  | 3F               | Georgia           | 1                |               | Spagna (dts)      | Spagna (dts)      | 2                |                  |  |  |            |            |            |  |  |        |        |        |  |
|  |                  |                   |                  |               | Spagna (dts)      | Spagna (dts)      | 2                |                  |  |  |            |            |            |  |  |        |        |        |  |
|  |                  |                   | Germania         | Germania      | 1                 |                   |                  |                  |  |  |            |            |            |  |  |        |        |        |  |
|  | 1A               | Germania          | Germania         | Germania      | 1                 | 2                 |                  |                  |  |  |            |            |            |  |  |        |        |        |  |
|  | 1A               | Germania          |                  |               |                   |                   |                  |                  |  |  |            |            |            |  |  |        |        |        |  |
|  | 2C               | Danimarca         | 0                |               |                   |                   |                  |                  |  |  |            |            |            |  |  |        |        |        |  |
|  | 2C               | Danimarca         | 0                |               | Spagna            | Spagna            | 2                |                  |  |  |            |            |            |  |  |        |        |        |  |
|  |                  |                   |                  |               |                   |                   |                  |                  |  |  |            |            |            |  |  |        |        |        |  |
|  |                  |                   | Francia          | Francia       | 1                 |                   |                  |                  |  |  |            |            |            |  |  |        |        |        |  |
|  | 1F               | Portogallo (dtr)  | Francia          | Francia       | 1                 | 0 (3)             |                  |                  |  |  |            |            |            |  |  |        |        |        |  |
|  | 1F               | Portogallo (dtr)  |                  |               |                   |                   |                  |                  |  |  |            |            |            |  |  |        |        |        |  |
|  | 3C               | Slovenia          | 0 (0)            |               |                   |                   |                  |                  |  |  |            |            |            |  |  |        |        |        |  |
|  | 3C               | Slovenia          | 0 (0)            |               | Portogallo        | Portogallo        | 0 (3)            |                  |  |  |            |            |            |  |  |        |        |        |  |
|  |                  |                   |                  |               | Portogallo        | Portogallo        | 0 (3)            |                  |  |  |            |            |            |  |  |        |        |        |  |
|  |                  |                   | Francia (dtr)    | Francia (dtr) | 0 (5)             |                   |                  |                  |  |  |            |            |            |  |  |        |        |        |  |
|  | 2D               | Francia           | Francia (dtr)    | Francia (dtr) | 0 (5)             | 1                 |                  |                  |  |  |            |            |            |  |  |        |        |        |  |
|  | 2D               | Francia           |                  |               |                   |                   |                  |                  |  |  |            |            |            |  |  |        |        |        |  |
|  | 2E               | Belgio            | 0                |               |                   |                   |                  |                  |  |  |            |            |            |  |  |        |        |        |  |
|  | 2E               | Belgio            | 0                |               | Spagna            | Spagna            | 2                |                  |  |  |            |            |            |  |  |        |        |        |  |
|  |                  |                   |                  |               |                   |                   |                  |                  |  |  |            |            |            |  |  |        |        |        |  |
|  |                  |                   | Inghilterra      | Inghilterra   | 1                 |                   |                  |                  |  |  |            |            |            |  |  |        |        |        |  |
|  | 1E               | Romania           | Inghilterra      | Inghilterra   | 1                 | 0                 |                  |                  |  |  |            |            |            |  |  |        |        |        |  |
|  | 1E               | Romania           |                  |               |                   |                   |                  |                  |  |  |            |            |            |  |  |        |        |        |  |
|  | 3D               | Paesi Bassi       | 3                |               |                   |                   |                  |                  |  |  |            |            |            |  |  |        |        |        |  |
|  | 3D               | Paesi Bassi       | 3                |               | Paesi Bassi       | Paesi Bassi       | 2                |                  |  |  |            |            |            |  |  |        |        |        |  |
|  |                  |                   |                  |               | Paesi Bassi       | Paesi Bassi       | 2                |                  |  |  |            |            |            |  |  |        |        |        |  |
|  |                  |                   | Turchia          | Turchia       | 1                 |                   |                  |                  |  |  |            |            |            |  |  |        |        |        |  |
|  | 1D               | Austria           | Turchia          | Turchia       | 1                 | 1                 |                  |                  |  |  |            |            |            |  |  |        |        |        |  |
|  | 1D               | Austria           |                  |               |                   |                   |                  |                  |  |  |            |            |            |  |  |        |        |        |  |
|  | 2F               | Turchia           | 2                |               |                   |                   |                  |                  |  |  |            |            |            |  |  |        |        |        |  |
|  | 2F               | Turchia           | 2                |               | Paesi Bassi       | Paesi Bassi       | 1                |                  |  |  |            |            |            |  |  |        |        |        |  |
|  |                  |                   |                  |               |                   |                   |                  |                  |  |  |            |            |            |  |  |        |        |        |  |
|  |                  |                   | Inghilterra      | Inghilterra   | 2                 |                   |                  |                  |  |  |            |            |            |  |  |        |        |        |  |
|  | 1C               | Inghilterra (dts) | Inghilterra      | Inghilterra   | 2                 | 2                 |                  |                  |  |  |            |            |            |  |  |        |        |        |  |
|  | 1C               | Inghilterra (dts) |                  |               |                   |                   |                  |                  |  |  |            |            |            |  |  |        |        |        |  |
|  | 3E               | Slovacchia        | 1                |               |                   |                   |                  |                  |  |  |            |            |            |  |  |        |        |        |  |
|  | 3E               | Slovacchia        | 1                |               | Inghilterra (dtr) | Inghilterra (dtr) | 1 (5)            |                  |  |  |            |            |            |  |  |        |        |        |  |
|  |                  |                   |                  |               | Inghilterra (dtr) | Inghilterra (dtr) | 1 (5)            |                  |  |  |            |            |            |  |  |        |        |        |  |
|  |                  |                   | Svizzera         | Svizzera      | 1 (3)             |                   |                  |                  |  |  |            |            |            |  |  |        |        |        |  |
|  | 2A               | Svizzera          | Svizzera         | Svizzera      | 1 (3)             | 2                 |                  |                  |  |  |            |            |            |  |  |        |        |        |  |
|  | 2A               | Svizzera          |                  |               |                   |                   |                  |                  |  |  |            |            |            |  |  |        |        |        |  |
|  | 2B               | Italia            | 0                |               |                   |                   |                  |                  |  |  |            |            |            |  |  |        |        |        |  |

#### Ottavi di finale
| Arbitro: | Szymon Marciniak |

|                        |           |  |
| Freuler 37’ Vargas 46’ | Marcatori |  |

| Arbitro: | Michael Oliver |

|                                |           |  |
| Havertz 53’ (rig.) Musiala 68’ | Marcatori |  |

| Arbitro: | Halil Umut Meler |

|                           |           |             |
| Bellingham 90+5’ Kane 91’ | Marcatori | 25’ Schranz |

| Arbitro: | François Letexier |

|                                            |           |                       |
| Rodri 39’ Fabián 51’ Williams 75’ Olmo 83’ | Marcatori | 18’ (aut.) Le Normand |

| Arbitro: | Glenn Nyberg |

|                       |           |  |
| Vertonghen 85’ (aut.) | Marcatori |  |

| Arbitro: | Daniele Orsato |

|                            |                      |                        |
| Ronaldo Fernandes B. Silva | Tiri di rigore 3 – 0 | Iličić Balkovec Verbič |

| Arbitro: | Felix Zwayer |

|  |           |                            |
|  | Marcatori | 20’ Gakpo 83’, 90+3’ Malen |

| Arbitro: | Artur Soares Dias |

|                 |           |                 |
| Gregoritsch 66’ | Marcatori | 1’, 59’ Demiral |

#### Quarti di finale
| Arbitro: | Anthony Taylor |

|                      |           |           |
| Olmo 51’ Merino 119’ | Marcatori | 89’ Wirtz |

| Arbitro: | Michael Oliver |

|                                    |                      |                                         |
| Ronaldo B. Silva João Félix Mendes | Tiri di rigore 3 – 5 | Dembélé Fofana Koundé Barcola Hernández |

| Arbitro: | Daniele Orsato |

|                                               |                      |                              |
| Saka 80’                                      | Marcatori            | 75’ Embolo                   |
| Palmer Bellingham Saka Toney Alexander-Arnold | Tiri di rigore 5 – 3 | Akanji Schär Shaqiri Amdouni |

| Arbitro: | Clément Turpin |

|                               |           |             |
| De Vrij 70’ Müldür 76’ (aut.) | Marcatori | 35’ Akaydin |

#### Semifinali
| Arbitro: | Slavko Vinčić |

|                    |           |               |
| Yamal 21’ Olmo 25’ | Marcatori | 9’ Kolo Muani |

| Arbitro: | Felix Zwayer |

|           |           |                             |
| Simons 7’ | Marcatori | 18’ (rig.) Kane 90’ Watkins |

#### Finale
| Arbitro: | François Letexier |

|                            |           |            |
| Williams 47’ Oyarzabal 86’ | Marcatori | 73’ Palmer |

## Statistiche

### Classifica marcatori
3 reti
- Harry Kane (1 rig.)
- Georges Mikautadze (2 rig.)

- Jamal Musiala
- Cody Gakpo

- Ivan Schranz
- Dani Olmo

2 reti
- Jude Bellingham
- Niclas Füllkrug
- Kai Havertz (2 rig.)
- Florian Wirtz

- Donyell Malen
- Răzvan Marin (1 rig.)
- Fabián Ruiz
- Nico Williams

- Breel Embolo
- Merih Demiral

1 rete
- Nedim Bajrami
- Klaus Gjasula
- Qazim Laçi
- Marko Arnautović (1 rig.)
- Christoph Baumgartner
- Michael Gregoritsch
- Marcel Sabitzer
- Romano Schmid
- Gernot Trauner
- Kevin De Bruyne
- Youri Tielemans
- Andrej Kramarić
- Luka Modrić
- Lukáš Provod
- Patrik Schick
- Tomáš Souček
- Christian Eriksen
- Morten Hjulmand
- Cole Palmer
- Bukayo Saka
- Ollie Watkins
- Randal Kolo Muani
- Kylian Mbappé (1 rig.)

- Khvicha K'varatskhelia
- Emre Can
- İlkay Gündoğan
- Kevin Csoboth
- Barnabás Varga
- Nicolò Barella
- Alessandro Bastoni
- Mattia Zaccagni
- Memphis Depay
- Xavi Simons
- Stefan de Vrij
- Wout Weghorst
- Adam Buksa
- Robert Lewandowski (1 rig.)
- Krzysztof Piątek
- Francisco Conceição
- Bruno Fernandes
- Bernardo Silva
- Denis Drăguș
- Nicolae Stanciu
- Scott McTominay
- Luka Jović
- Ondrej Duda

- Erik Janža
- Žan Karničnik
- Daniel Carvajal
- Mikel Merino
- Álvaro Morata
- Mikel Oyarzabal
- Rodri
- Ferrán Torres
- Lamine Yamal
- Michel Aebischer
- Kwadwo Duah
- Remo Freuler
- Dan Ndoye
- Xherdan Shaqiri
- Ruben Vargas
- Samet Akaydin
- Kerem Aktürkoğlu
- Hakan Çalhanoğlu
- Arda Güler
- Mert Müldür
- Cenk Tosun
- Roman Jaremčuk
- Mykola Šaparenko

Autoreti
- Klaus Gjasula (1, pro  Croazia)
- Maximilian Wöber (1, pro  Francia)
- Jan Vertonghen (1, pro  Francia)
- Robin Hranáč (1, pro  Portogallo)

- Antonio Rüdiger (1, pro  Scozia)
- Riccardo Calafiori (1, pro  Spagna)
- Donyell Malen (1, pro  Austria)
- Robin Le Normand (1, pro  Georgia)

- Samet Akaydin (1, pro  Portogallo)
- Mert Müldür (1, pro  Paesi Bassi)

### Record
- Gol più veloce:  Nedim Bajrami (Italia-Albania, fase a gironi, 15 giugno, 1º minuto)
- Gol più lento:  Mikel Merino (Spagna-Germania, quarti di finale, 5 luglio, 119º minuto)
- Primo gol:  Florian Wirtz (Germania-Scozia, partita inaugurale, fase a gironi, 14 giugno, 10º minuto)
- Ultimo gol:  Mikel Oyarzabal (Spagna-Inghilterra, finale, 14 luglio, 86º minuto)
- Miglior attacco:  Spagna (15 reti segnate)
- Peggior attacco:  Serbia (1 rete segnata)
- Miglior difesa:  Belgio,  Serbia e  Slovenia (2 reti subite)
- Peggior difesa:  Georgia e  Turchia (8 reti subite)

## La squadra vincitrice
La squadra spagnola campione d'Europa 2024.
| Spagna                                 | Spagna             | Spagna              |
| Numero                                 | Giocatore          | Squadra 2024        |
| Portieri                               | Portieri           | Portieri            |
| -------------------------------------- | ------------------ | ------------------- |
| 1                                      | David Raya         | Arsenal             |
| 13                                     | Álex Remiro        | Real Sociedad       |
| 23                                     | Unai Simón         | Athletic Bilbao     |
| Difensori                              |                    |                     |
| 2                                      | Daniel Carvajal    | Real Madrid         |
| 3                                      | Robin Le Normand   | Real Sociedad       |
| 4                                      | Nacho              | Real Madrid         |
| 5                                      | Dani Vivian        | Athletic Bilbao     |
| 12                                     | Alejandro Grimaldo | Bayer Leverkusen    |
| 14                                     | Aymeric Laporte    | Al-Nassr            |
| 22                                     | Jesús Navas        | Siviglia            |
| 24                                     | Marc Cucurella     | Chelsea             |
| Centrocampisti                         |                    |                     |
| 6                                      | Mikel Merino       | Real Sociedad       |
| 8                                      | Fabián Ruiz        | Paris Saint-Germain |
| 15                                     | Álex Baena         | Villarreal          |
| 16                                     | Rodri              | Manchester City     |
| 18                                     | Martín Zubimendi   | Real Sociedad       |
| 20                                     | Pedri              | Barcellona          |
| 25                                     | Fermín López       | Barcellona          |
| Attaccanti                             |                    |                     |
| 7                                      | Álvaro Morata      | Atlético Madrid     |
| 9                                      | Joselu             | Real Madrid         |
| 10                                     | Dani Olmo          | RB Lipsia           |
| 11                                     | Ferrán Torres      | Barcellona          |
| 17                                     | Nico Williams      | Athletic Bilbao     |
| 19                                     | Lamine Yamal       | Barcellona          |
| 21                                     | Mikel Oyarzabal    | Real Sociedad       |
| 25                                     | Ayoze Pérez        | Betis               |
| Commissario Tecnico: Luis de la Fuente |                    |                     |

## Premi
Capocannoniere
 Dani Olmo
Giocatore del torneo
 Rodri
Miglior giovane
 Lamine Yamal
Squadra del torneo
| Portiere     | Difensori                                               | Centrocampisti              | Attaccanti                               |
| ------------ | ------------------------------------------------------- | --------------------------- | ---------------------------------------- |
| Mike Maignan | Kyle Walker William Saliba Manuel Akanji Marc Cucurella | Rodri Dani Olmo Fabián Ruiz | Lamine Yamal Jamal Musiala Nico Williams |

## Canzone e inno dell'evento
La canzone ufficiale del campionato europeo di calcio si intitola Fire ed è eseguita dal gruppo musicale italiano dei Meduza insieme al gruppo statunitense degli One Republic e alla cantante tedesca Leony. Il brano è stato pubblicato il 10 maggio 2024. I due gruppi musicali erano stati annunciati il 2 dicembre 2023 durante il sorteggio della fase finale ad Amburgo, in origine insieme alla cantante tedesca Kim Petras, ma quest'ultima a marzo è stata poi sostituita da Leony, come dichiarato dalla stessa cantante sul proprio profilo Instagram.

## Montepremi
Il 2 dicembre 2023 la UEFA ha annunciato che, come avvenuto nell'edizione precedente del torneo, un totale di 331 000 000 euro verrà distribuito tra le squadre partecipanti. Oltre all'assegnazione di un premio di partecipazione a tutte le 24 squadre, sono stati stabiliti altri premi di merito cumulabili tra loro fino a un massimo di 28 250 000 euro, assegnabili alla vincitrice del torneo nell'eventualità che abbia anche vinto tutti gli incontri della fase a gironi. La distribuzione dei premi è la seguente:
| Montepremi (331 000 000 €)                   | Montepremi (331 000 000 €) |
| Condizione per l'ottenimento del premio      | Premio                     |
| -------------------------------------------- | -------------------------- |
| Partecipazione alla fase a gironi del torneo | 9 250 000 €                |
| Singola vittoria nella fase a gironi         | 1 000 000 €                |
| Singolo pareggio nella fase a gironi         | 500 000 €                  |
| Qualificazione agli ottavi di finale         | 1 500 000 €                |
| Qualificazione ai quarti di finale           | 2 500 000 €                |
| Qualificazione alle semifinali               | 4 000 000 €                |
| Sconfitta in finale                          | 5 000 000 €                |
| Vittoria in finale                           | 8 000 000 €                |